# Göran Persson

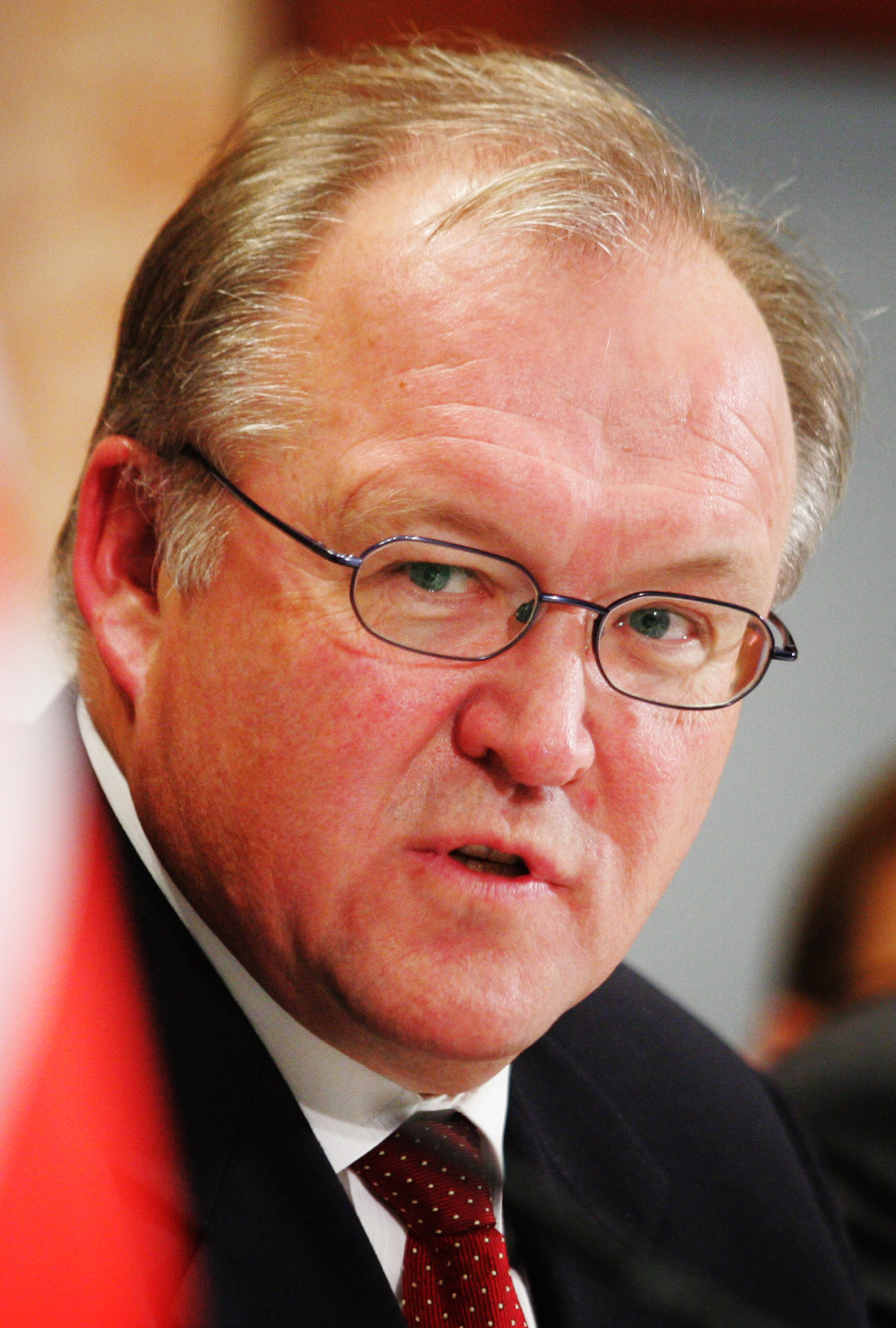
Göran Persson (2004)

Hans Göran Persson [ˈjøːran ˈpæːʂɔn] ⓘ (* 20. Januar 1949 in Vingåker) ist ein schwedischer sozialdemokratischer Politiker. Er war vom 22. März 1996 bis zum 6. Oktober 2006 der 41. Ministerpräsident von Schweden.

## Politik
Von 1979 bis 1984 war er Abgeordneter des schwedischen Reichstages, von 1984 bis 1989 Kommunalrat in Katrineholm. 1989 kehrte er zur nationalen Politik zurück und bekleidete zwei Jahre lang (bis 1991) das Amt des zweiten Bildungsministers. Von 1991 bis 2007 war er erneut Abgeordneter des schwedischen Reichstages, wo er von 1991 bis 1993 Vorsitzender des Landwirtschaftsausschusses war. Ab 1993 war er bis 1994 im Wirtschaftsausschuss des Reichstages tätig und zugleich wirtschaftspolitischer Sprecher seiner Partei, der Sozialdemokratischen Arbeiterpartei (SAP). Als die Sozialdemokraten nach der Wahl 1994 wieder an die Macht kamen, wurde Persson von Ministerpräsident Ingvar Carlsson als Finanzminister in die Regierung berufen. Nach dem Rücktritt Carlssons wurde Göran Persson am 15. März zum Vorsitzenden seiner Partei und am 21. März 1996 in das Amt des Ministerpräsidenten gewählt. Nach der Wahl 1998, bei der die SAP Stimmenverluste erlitt, regierte er weiter mit einer Minderheitsregierung. Bei der Wahl 2002 konnten die Sozialdemokraten hinzugewinnen.
Persson zog nach der Wahlniederlage gegen die Allianz für Schweden bei der Wahl 2006 die Konsequenzen und gab noch in der Wahlnacht bekannt, nicht nur am Folgetag den Rücktritt seiner Regierung beim Reichstagspräsidenten einzureichen, sondern auch für den März einen Sonderparteitag zur Wahl eines neuen Parteivorsitzenden einzuberufen.
Perssons Nachfolger als Ministerpräsident wurde Fredrik Reinfeldt (Moderata samlingspartiet).
In Perssons Amtszeit fiel 1998 die Verabschiedung des damals weltweit einmaligen schwedischen Gesetzes sexköpslagen (Sexkaufgesetz) nach dem der Erwerb sexueller Dienstleistungen aber nicht deren Bereitstellung bestraft wird, ohne dass dabei andere Strafgesetze wie Gewalt und Zwang berührt werden. Obwohl dieses Gesetz geschlechterneutral formuliert ist, werden in der Praxis nur heterosexuelle Männer bestraft. Dieses Gesetz wurde in mehreren anderen Ländern wie Israel und Frankreich übernommen.

## Familie und Persönliches
Göran Persson ist seit Dezember 2003 in dritter Ehe verheiratet mit Anitra Steen. Von seiner zweiten Frau, Annika Barthine, hatte er sich im Dezember 2002 nach sieben Jahren Ehe getrennt. Zuvor war Persson von 1978 bis 1995 mit Gunnel Claesson verheiratet. Aus dieser Ehe stammen seine zwei Töchter.
Göran Persson hat keine Berufsausbildung. Ein Soziologiestudium brach er ab. Er bekleidete mehrere politische Ämter und war Abgeordneter, bis er Premierminister (statsminister) wurde.

## Auszeichnungen
- 2001: Raoul Wallenberg Award[2]
- 2004: Großkreuz des Sterns von Rumänien
- 2004: Ehrendoktorwürde der Dankook University von Seoul, Südkorea
- 2004: Ehrendoktorwürde der Universität Örebro für die Erhebung des Hochschulwerkes zur Universität entgegen anderslautenden Empfehlungen.[3] Die Ehrendoktorwürde führte zu Diskussionen in Schweden[4] und wurde auch im Verfassungsausschuss des schwedischen Reichstages thematisiert.[5]
- 2007: Sophie-Preis der norwegischen Sofiestiftung für seine Arbeit für die Umwelt, insbesondere in Klimafragen[6]
- 2011: Orden des Marienland-Kreuzes (I. Klasse)
- 2021: Weltwirtschaftlicher Preis